# Зёдербаум, Кристина
Кристина Зёдербаум (нем. Kristina Söderbaum; 5 сентября 1912, Стокгольм — 12 февраля 2001, Хитцаккер) — немецкая актриса шведского происхождения, супруга Файта Харлана. Пользовалась большой популярностью в нацистской Германии за свои роли в пропагандистских фильмах.

## Биография
Кристина Зёдербаум родилась в семье профессора химии и председателя Нобелевского комитета Хенрика Густава Зёдербаума. Школьные годы провела в Стокгольме, Париже и Швейцарии. После смерти родителей в сентябре 1934 года переехала к родственникам в Берлин, где посещала лекции по истории искусств и уроки актёрского мастерства.
Свою первую роль в кино Зёдербаум получила благодаря конкурсу молодых талантов, проводившемуся на киностудии UFA. После непримечательного дебюта в 1937 году ею заинтересовался режиссёр Файт Харлан. У Харлана Зёдербаум получила главную роль в фильме «Юность» 1938 года. В 1939 году Зёдербаум и Харлан поженились, в браке родились два сына — Кристиан (род. 1939) и Каспар (род. 1946). В 1939—1945 годах Кристина Зёдербаум снялась в многочисленных популярных фильмах, в том числе «Занесённые следы» (1938), «Бессмертное сердце» (1939), «Золотой город» (1942), «Иммензее» (1943) и «Жертвенный путь» (1944).
Кристина Зёдербаум получила признание не только у публики, её ценили и руководство Третьего рейха. Она полностью соответствовала стандартам «арийской женщины» по меркам национал-социалистической пропаганды и вскоре стала настоящей звездой немецкого кинематографа. Смерть её героинь в воде в двух мелодрамах «Еврей Зюсс» и «Золотой город» принесла ей ироническое прозвище «рейхсутопленницы», сопровождавшее её до конца жизни.
Зёдербаум была удостоена Кубка Вольпи за лучшую женскую роль на 10-м Венецианском кинофестивале 1942 года (за роль в «Золотом городе»).
В феврале 1945 года Зёдербаум с семьёй выехала из Берлина в Гамбург. В 1945—1950 годах актриса отказывалась сниматься в знак солидарности с Харланом, обвинённым за свои пропагандистские фильмы в преступлениях против человечности и получившим запрет на занятие профессией. Она играла в театре в пьесах, анонимно поставленных Харланом.
Когда в 1950 году запрет на профессию был снят, Зёдербаум вновь стала много сниматься в кино. В этот период появились такие ленты, как «Голубой час» (1952), «Пленница Магараджи» (1953), «Измена Германии» (1954) и «Я буду носить тебя на руках» (1958), ставший последней киноработой для супругов.
После смерти Харлана в апреле 1964 года Зёдербаум училась в Мюнхене на фотографа. В 1974 году она снялась в фильме Ханса-Юргена Зиберберга «Карл Май». В 1983 году Кристина Зёдербаум опубликовала свои мемуары «Ничто не остаётся так навсегда». Впоследствии Зёдербаум также снялась ещё в трех малоизвестных фильмах и телесериале. В 2001 году Кристина Зёдербаум умерла в доме престарелых в Северной Германии и была похоронена на муниципальном кладбище в баварском Зеесхаупте.

## Фильмография
- 1936: Onkel Bräsig
- 1938: Юность — Jugend
- 1938: Занесённые следы — Verwehte Spuren
- 1939: Бессмертное сердце — Das unsterbliche Herz
- 1939: Die Reise nach Tilsit
- 1940: Еврей Зюсс — Jud Süß
- 1942: Великий король — Der große König
- 1942: Золотой город — Die goldene Stadt
- 1943: Иммензее — Immensee
- 1944: Жертвенный путь — Opfergang
- 1944: Кольберг — Kolberg
- 1951: Бессмертная возлюбленная — Unsterbliche Geliebte
- 1951: Hanna Amon
- 1952: Голубой час — Die blaue Stunde
- 1953: Звёзды над Коломбо — Sterne über Colombo
- 1954: Пленница Магараджи — Die Gefangene des Maharadscha
- 1954: Verrat an Deutschland
- 1957: Zwei Herzen im Mai
- 1958: Я буду носить тебя на руках — Ich werde Dich auf Händen tragen
- 1974: Карл Май — Karl May
- 1983: Let’s go crazy
- 1992: Das bleibt das kommt nie wieder
- 1992: Night Train to Venice
- 1993: Der Bergdoktor

## Образ в кино
- «„Еврей Зюсс“ – фильм как преступление?» (Германия, 2001), режиссёр Хорст Кёнигштайн[нем.], в роли Зёдербаум — Эстер Хаусман[нем.]
- «Еврей Зюсс» (Германия, 2010), режиссёр Оскар Рёлер, в роли Зёдербаум — Паула Каленберг[нем.]
- «Фюрер и растлитель[нем.]» (Германия, 2024), режиссёр Йоахим Ланг, в роли Зёдербаум — Софи Рабмер

## Автобиография
- Kristina Söderbaum: Nichts bleibt immer so: Rückblenden auf ein Leben vor und hinter der Kamera. Hestia, Bayreuth 1983, ISBN 3-7770-0260-7